# Incident de l'U-2 (1960)
L'Incident de l'U-2 (1960) es va produir l'1 de maig de 1960 quan l'avió Lockheed U-2 pilotat per Gary Powers, en una missió d'espionatge de la CIA, va ser abatut pels soviètics i Powers fet presoner. Va provocar un greu incident diplomàtic durant els inicis de la Guerra freda.
Els avions d'espionatge de la CIA volaven a una altura de 90.000 peus (aproximadament 30.000 metres) fent-los així invulnerables a les armes antiaèrees soviètiques del moment. Els avions estaven dotats amb càmeres i feien fotografies d'objectius militars i altres. Gary Powers sortí per complir la seva missió el 1960 de la base militar de Peshawar al Pakistan i va ser abatut per un míssil soviètic S-75 Dvina sobre Sverdlovsk. Powers no va ser capaç d'activar el mecanisme d'autodestrucció del seu avió com tenia ordenat i saltà en paracaigudes a terra essent capturat per la KGB.
Va ser alliberat el 2 de febrer de 1962, gràcies a un intercanvi de presoners entre soviètics i nord-americans a Berlin.
Powers va ser rebut al seu país amb fredor per no haver destruït el seu aparell ni, alternativament, haver-se suïcidat amb la píndola que la CIA proporcinava als seus espies a tal efecte.
Powers va treballar per la companyia Lockheed com a pilot de proves de 1963 a 1970. Escriví el llibre titulat Operation Overflight: A Memoir of the U-2 Incident que el portà a abandonar la Lockheed. També va treballar a la ràdio i a la televisió (com a pilot d'helicòpters amb càmeres).
Morí quan el seu helicòpter s'estavellà mentre feia el seguiment d'un incendi forestal prop de la seva base de Burbank, Califòrnia. Està enterrat al cementiri nacional d'Arlington.
El 1976 es va fer una sèrie de televisió basada en la seva vida i en el seu llibre Francis Gary Powers: The True Story of the U-2 Spy Incident, amb Lee Majors fent el paper de Powers.